# Cecchini (famiglia)

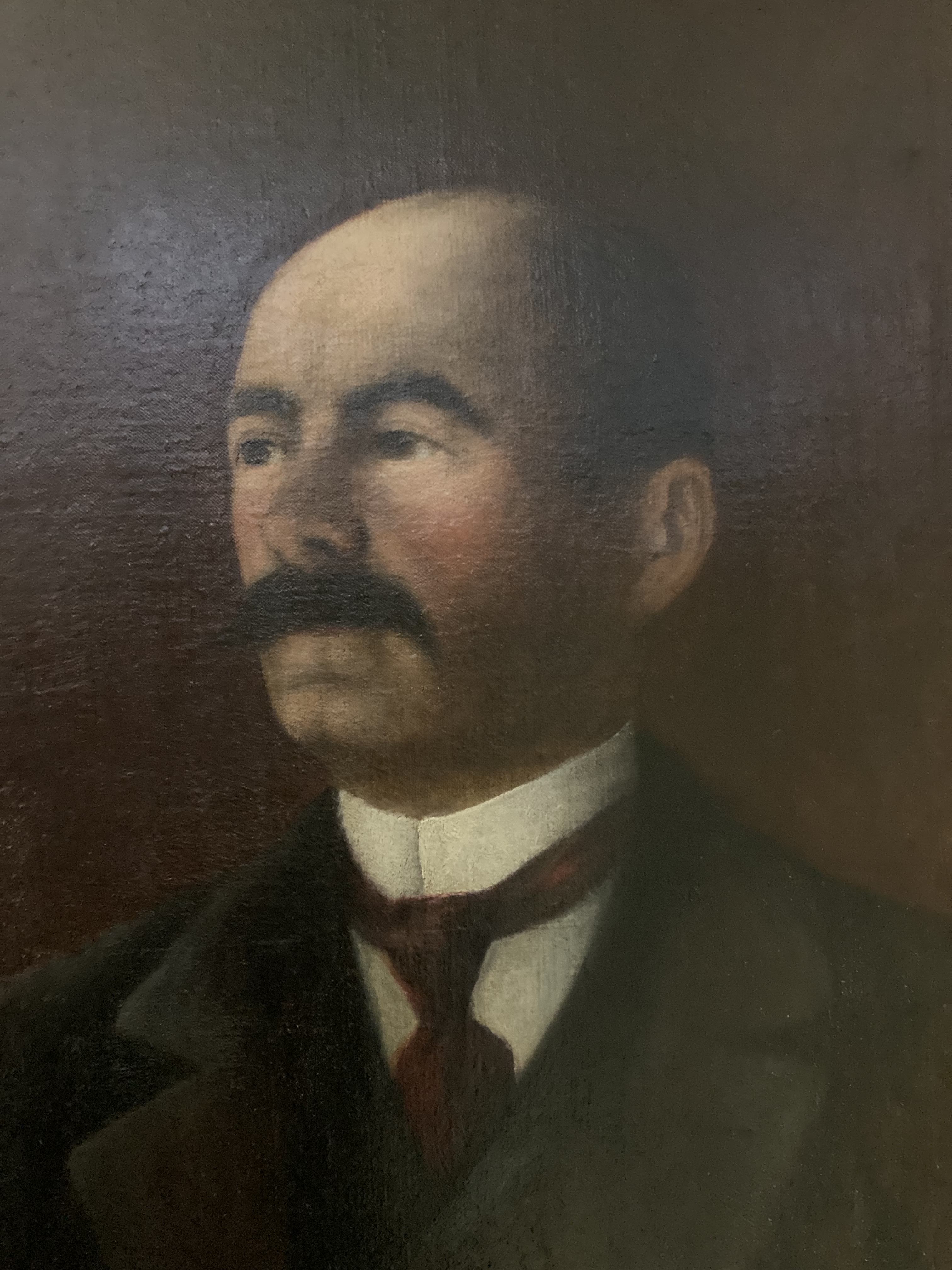
Quadro raffigurante Giovanni Cecchini

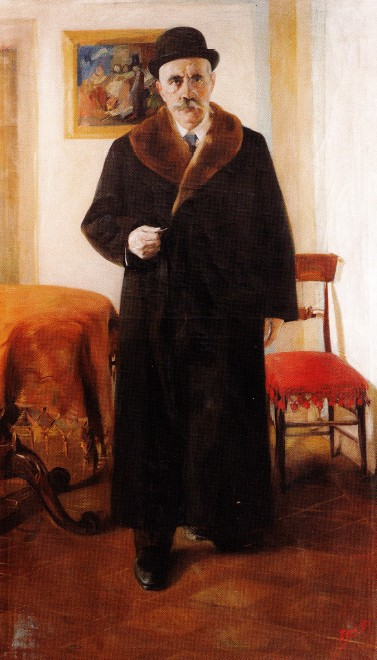
Quadro di Alessandro Pomi raffigurante Cesare Cecchini

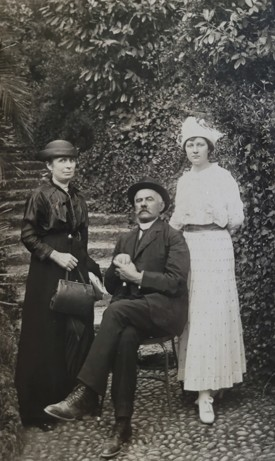
Giovanni Cecchini, Italia Morosini e la figlia Adele

I Cecchini sono una famiglia di imprenditori e costruttori originari di Villabruna località in comune di Feltre, provincia di Belluno. Attivi nelle costruzioni pubbliche e private in Italia, Francia e Svizzera, proprietari dell'omonima Villa Cecchini Morosini e del Teatro Balbi dal 1920.

## Storia

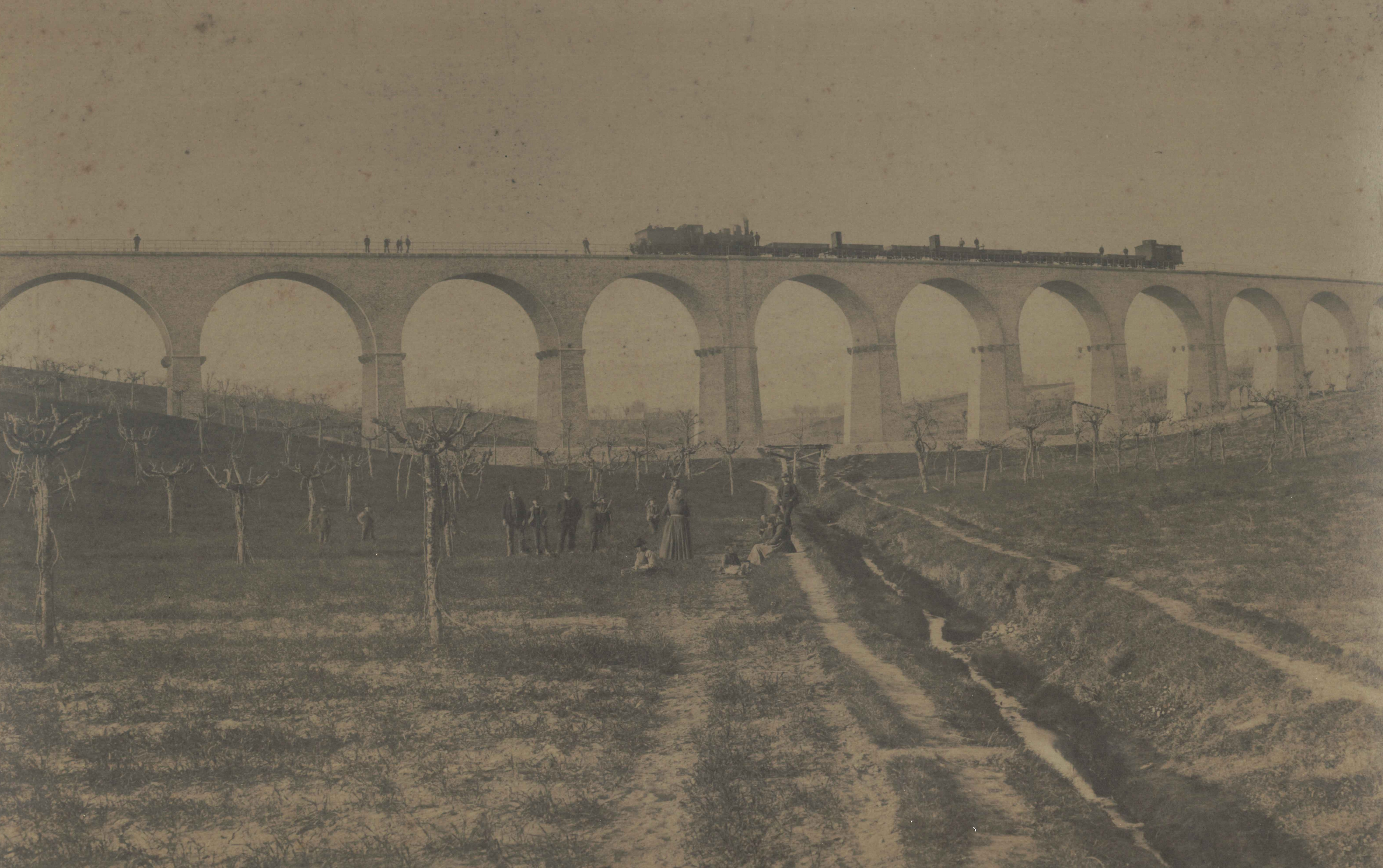
Impresa Cecchini, realizzazione ponte ferroviario "Viadotto Paoli" in Borgo San Lorenzo Firenze 1890

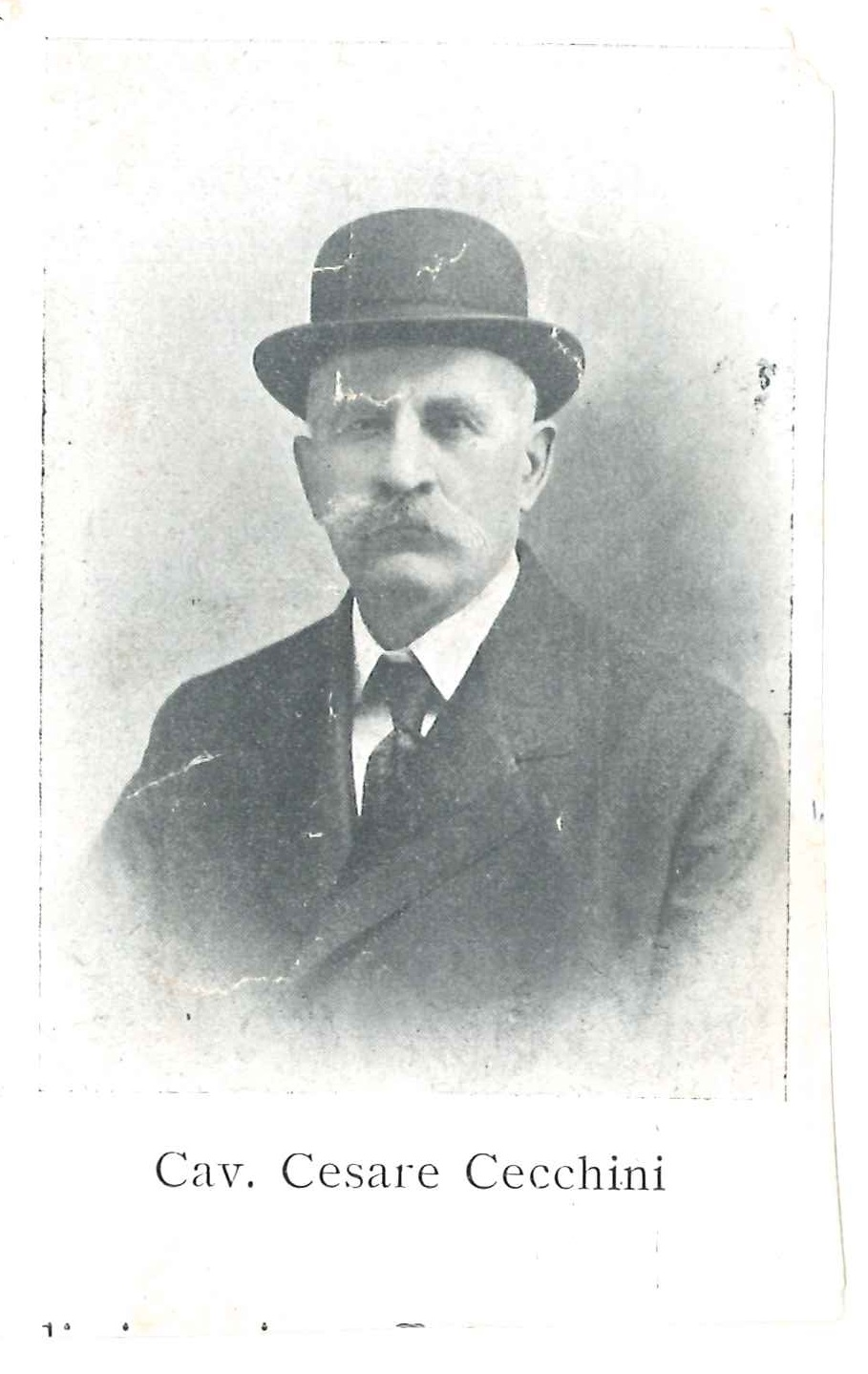
Cesare Cecchini

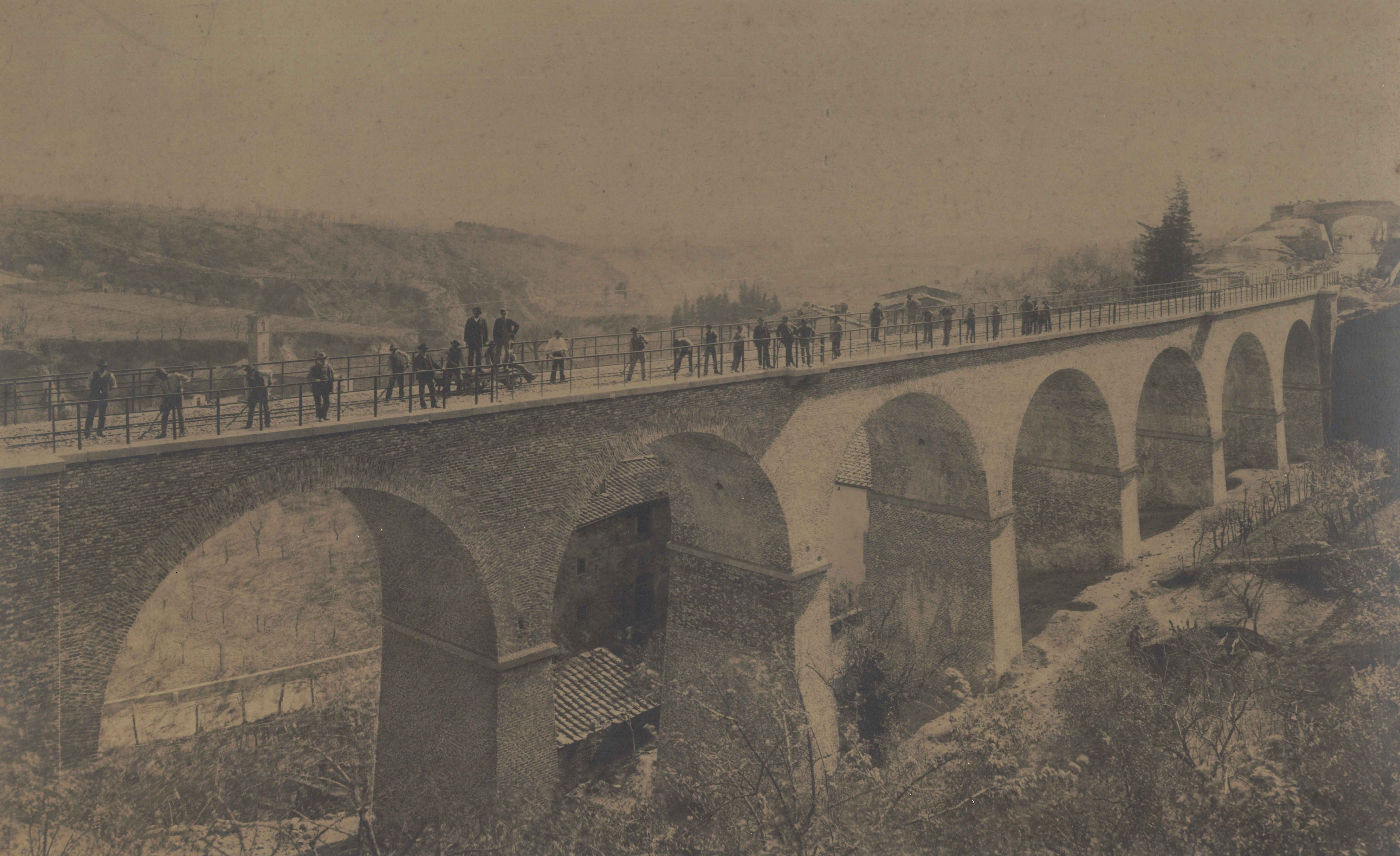
Impresa Cecchini, realizzazione ponte ferrovia Faentina terzo tronco, 1890

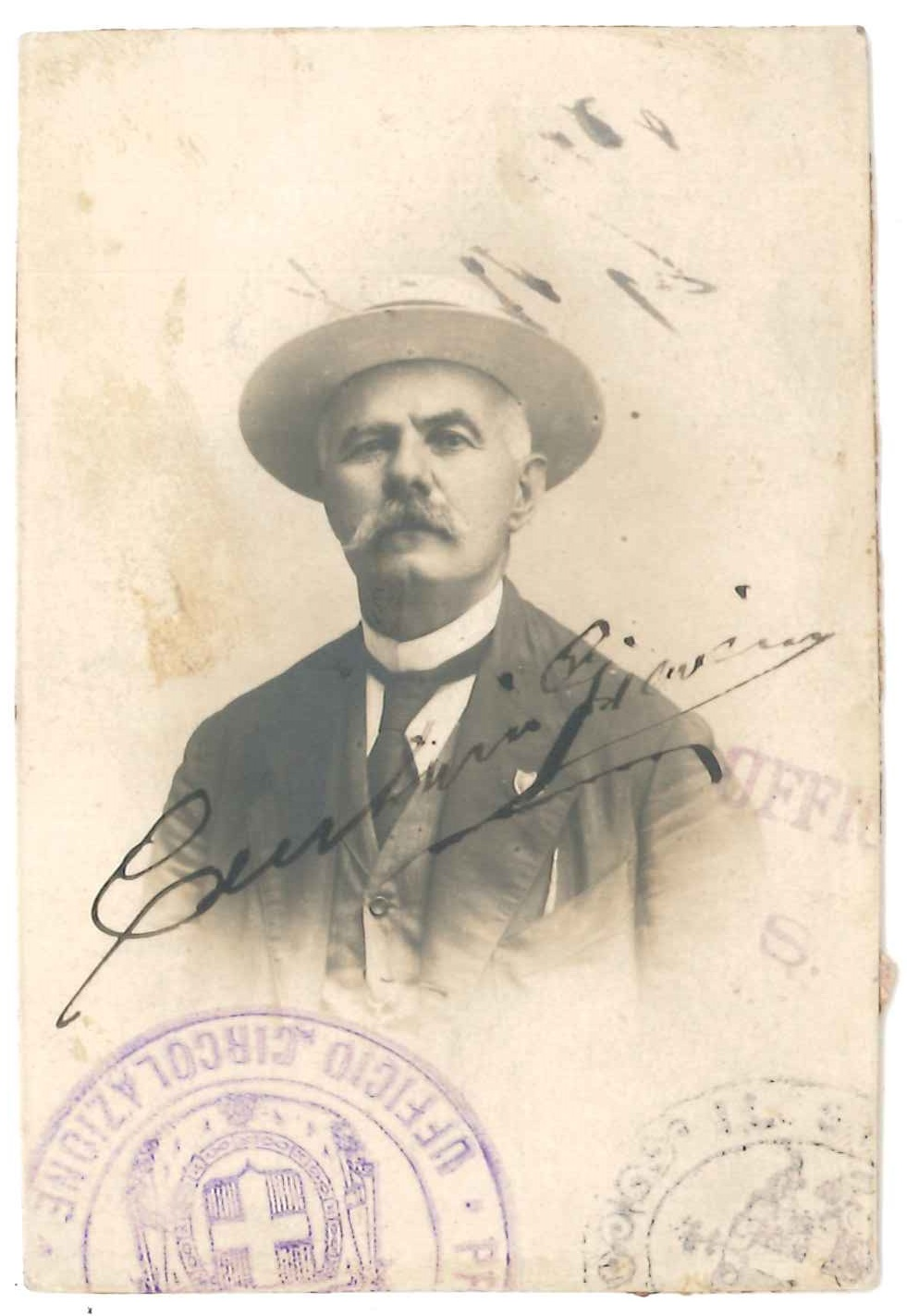
Giovanni Cecchini

La famiglia Cecchini è originaria di Villabruna in comune di Feltre provincia di Belluno, il capostipite Giovanni Battista ebbe tre figli. Cesare Cecchini (1852-1914) con i fratelli Luigi Cecchini (1855-1930) e Giovanni Cecchini (1858-1933) emigrati in Francia hanno operato nel settore edile per diversi anni, riuscendo nel 1883 a costituire la “Maurer & Cecchini Fr.” impresa di costruzioni per esecuzioni delle opere pubbliche e private con sede a Parigi, dopo l’esperienza francese i tre fratelli nel 1886 tornarono in Italia a Venezia e continuarono l’attività di costruttori nel centro storico e nella terraferma di Mestre.
Parteciparono attivamente alla vita politica cittadina, nel 1887 con il sindaco del Comune di Mestre Conte Jacopo Rossi, parteciparono alla commissione per la scelta del progetto della scuola Edmondo De Amicis, nel 1906 furono tra i principali finanziatori dell’ospedale Umberto I. Nel 1912 costituirono la Società del Tram di Mestre.
Cesare Cecchini, ricevette la nomina a Cavaliere della Corona d’Italia il 4 giugno 1912 e venne insignito di Medaglia al Valore Civile l'8 novembre 1912 per atto di eroismo compiuto nei pressi dei lavori per la realizzazione del Cavalcaferrovia della Giustizia a favore di una anziana signora che rischiava di essere travolta dal treno, venne anche eletto sindaco del Comune di Chirignago dal 1907 al 1914 anno della sua morte, intraprese numerose iniziative tra le quali vanno ricordate le costruzioni di due complessi scolastici a Catene e Asseggiano, inoltre realizzò il progetto di allacciare la rete idrica del Comune di Chirignago all’acquedotto di Mestre. 
Nel 1890 l'impresa dei fratelli Cecchini partecipò alla realizzazione di nuovi collegamenti più diretti fra il nord Italia e Roma con la realizzazione di nuove ferrovie. In particolare, l'impresa Cecchini collaborò alla realizzazione del terzo tronco della Ferrovia Faentina, compreso tra Borgo San Lorenzo e Marradi. 
Giovanni Cecchini si interessò particolarmente alla realizzazione della Rete tranviaria di Mestre, contribuì alla costruzione dei Cavalcaferrovia della Giustizia e della Valsugana (importanti infrastrutture realizzate lungo Via Miranese, ossia la strada provinciale per Mirano e Padova), per consentire l’apertura della linea per Mirano e del Cavalcaferrovia dei Quattro Cantoni per la linea diretta a Treviso e il passaggio a raso del tram di Mestre. Nel 1896 si unì in matrimonio con Italia Morosini (1868-1947) di un'antica famiglia del patriziato veneziano dalla quale ebbe la figlia Adele Cecchini (1896-1996). I suoi interessi per Mestre lo portarono a ricoprire altri incarichi nel Consorzio Dese, del nuovo acquedotto mestrino e nella Banca di Credito di Mestre.
Nel 1920 nell’area libera dell’ex Teatro Balbi costruì un nuovo edificio successivamente denominato “Galleria Teatro Vecchio”. 
Prima di morire Cesare redigerà un testamento in cui lascia un legato di 100.000 lire dell'epoca,  per garantire l'assistenza ospedaliera agli anziani bisognosi, che abbiano superato l’età di 65 anni, nel periodo freddo invernale, dal 15 Novembre al 30 Marzo. Per questa elargizione il Consiglio di Amministrazione dell'Ospedale Umberto I gli intitolerà uno dei padiglioni del complesso ospedaliero Regio Decreto del 31 Ottobre 1919. Il 23 maggio 2022 è stata inserita una targa in sua memoria nell'Ospedale dell'Angelo di Mestre ULSS 3 Serenissima. 
Cecchini Adele seguì la tradizione imprenditoriale di famiglia, costituendo nel 1958 a Padova la “Concordia”, azienda operante nello sviluppo immobiliare e nella gestione degli edifici in Veneto e Lombardia, nel 1967 la “Co.Ges.Agri “a Padova azienda agricola di 150 ettari di colture erbacee e tra le iniziative da ricordare nel 1983 ha ceduto le aree necessarie alla realizzazione del Parco Piraghetto al Comune di Venezia, uno dei parchi più belli e frequentati della città, di oltre cinque ettari di estensione.

## Curiosità
Va ricordato anche un fatto particolare legato alla Cappella della Famiglia Cecchini eretta nel cimitero di Mestre. Il 31 gennaio 1918 venne provvisoriamente ospitata nella cappella, in attesa della realizzazione del monumento funerario definitivo, la salma di Richard Cutts Fairfield primo soldato americano morto sul suolo italiano durante il primo conflitto mondiale, come autista volontario per la ARC (American Red Cross), la Croce Rossa statunitense. Pare che la vicenda dello sfortunato giovane americano abbia ispirato Ernest Hemingway per un personaggio del suo celebre romanzo “Addio alle Armi” del 1929.

## Archivio
L’archivio storico Cecchini si estende dal 1883 al 1996 e comprende i quadri di Giovanni Cecchini e di Cesare Cecchini ritratto da Alessandro Pomi e la documentazione della “Maurer & Cecchini Fr.”, della Società "Tramvie di Mestre", della “Concordia”  e di altre imprese collegate.

## Galleria d'immagini

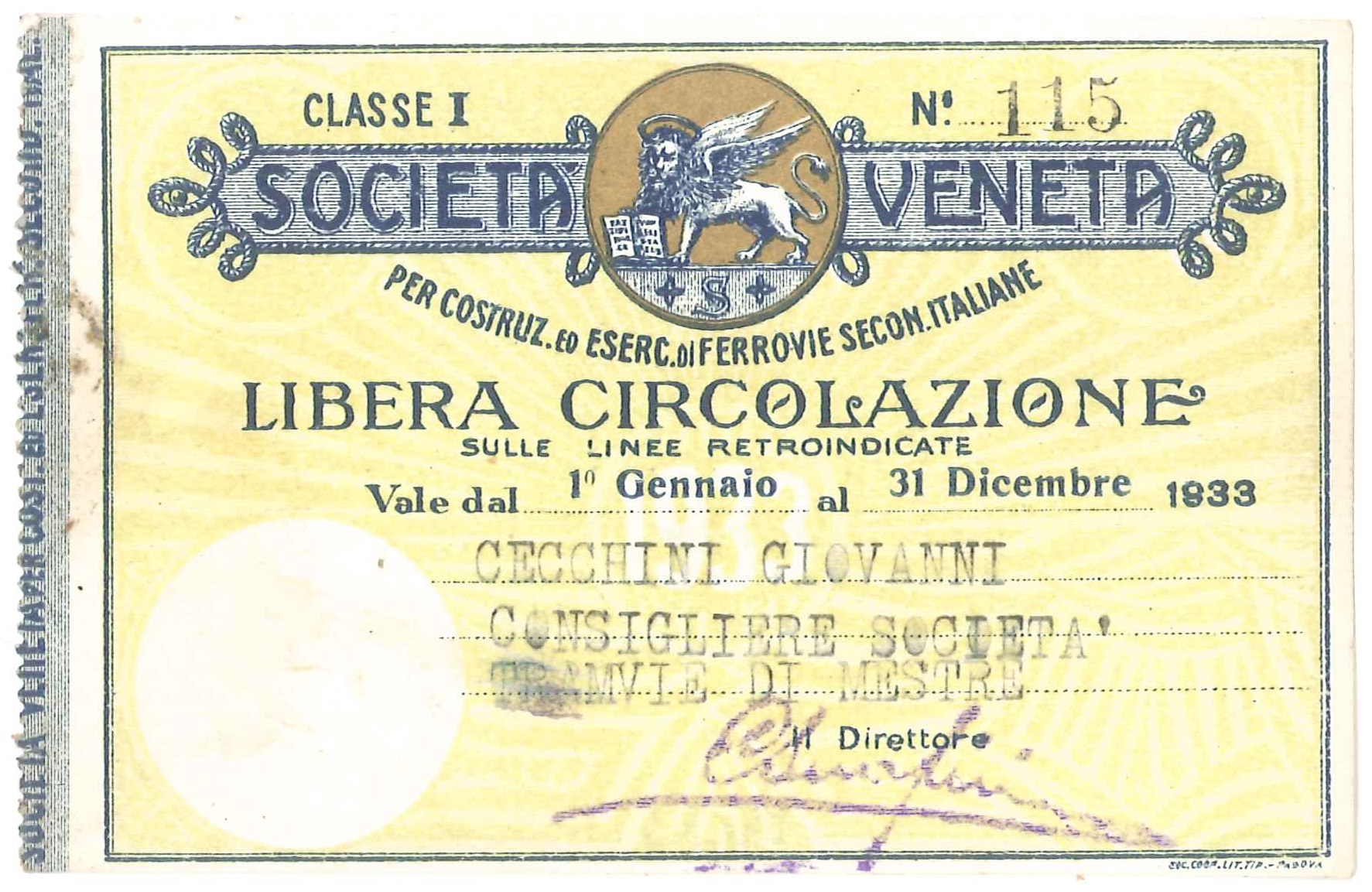
Tessera Giovanni Cecchini Consigliere Società Tranvie di Mestre 1933
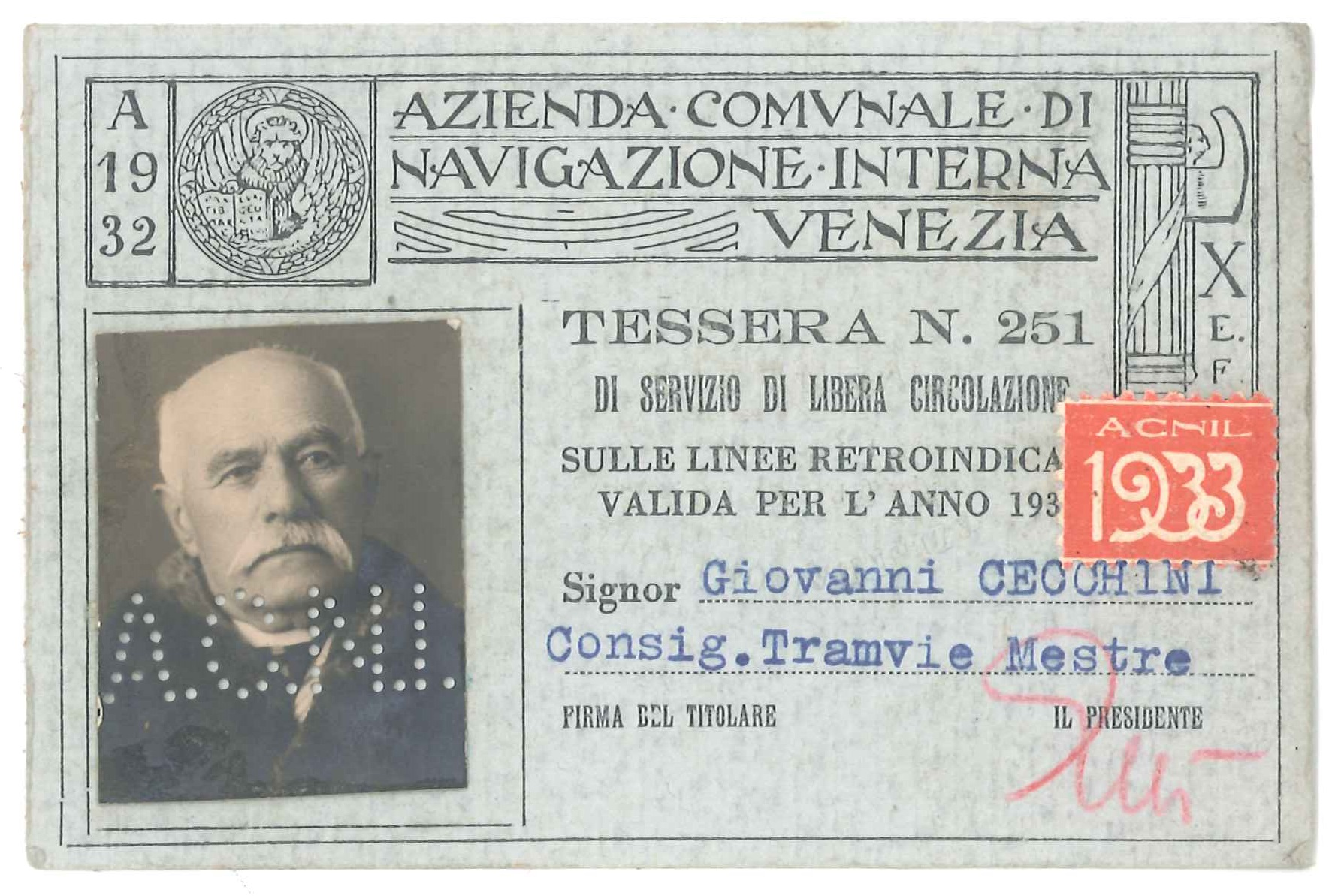
Tessera Azienda Navigazioni Interne Giovanni Cecchini 1933
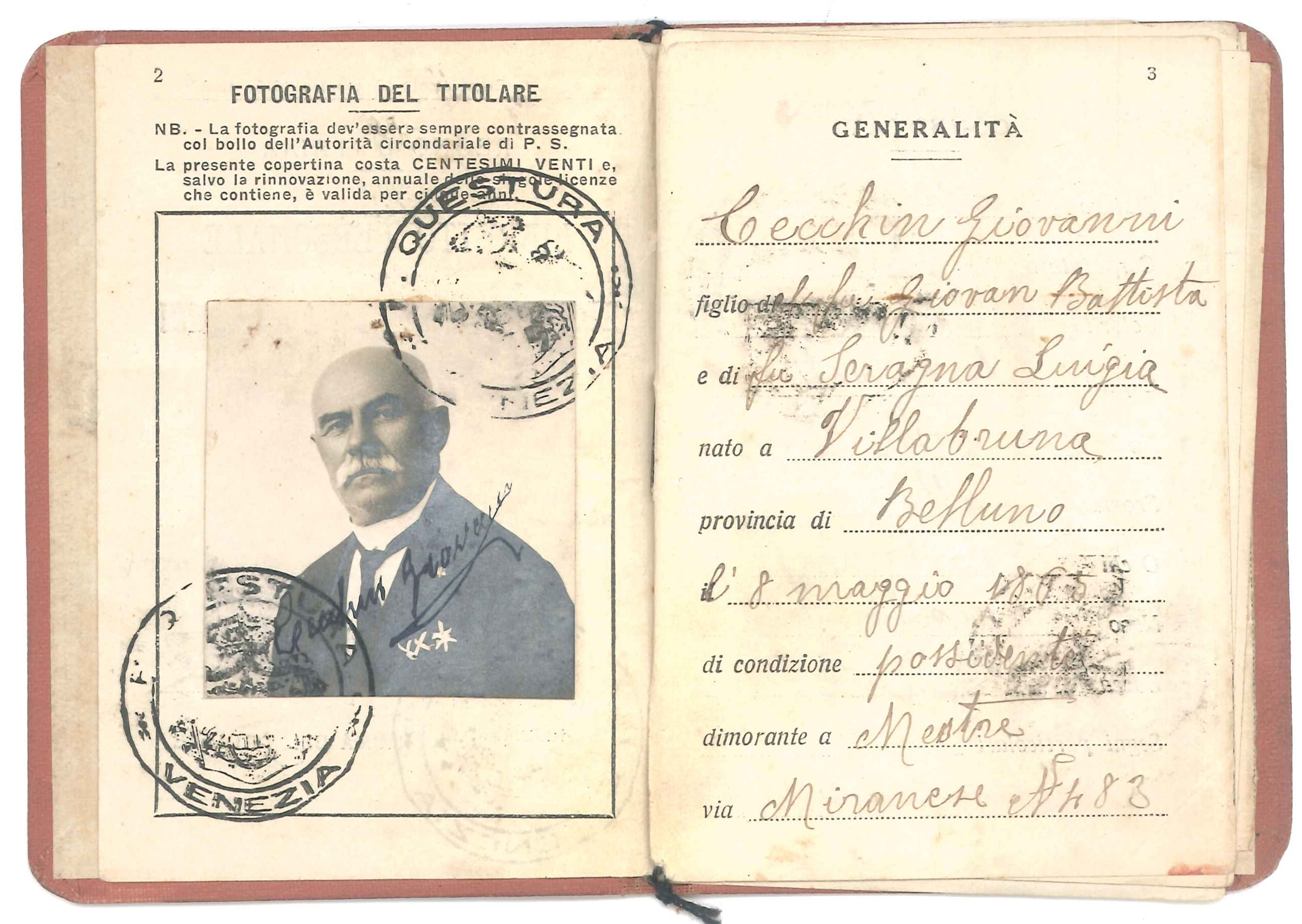
Documento Giovanni Cecchini 23 agosto 1927
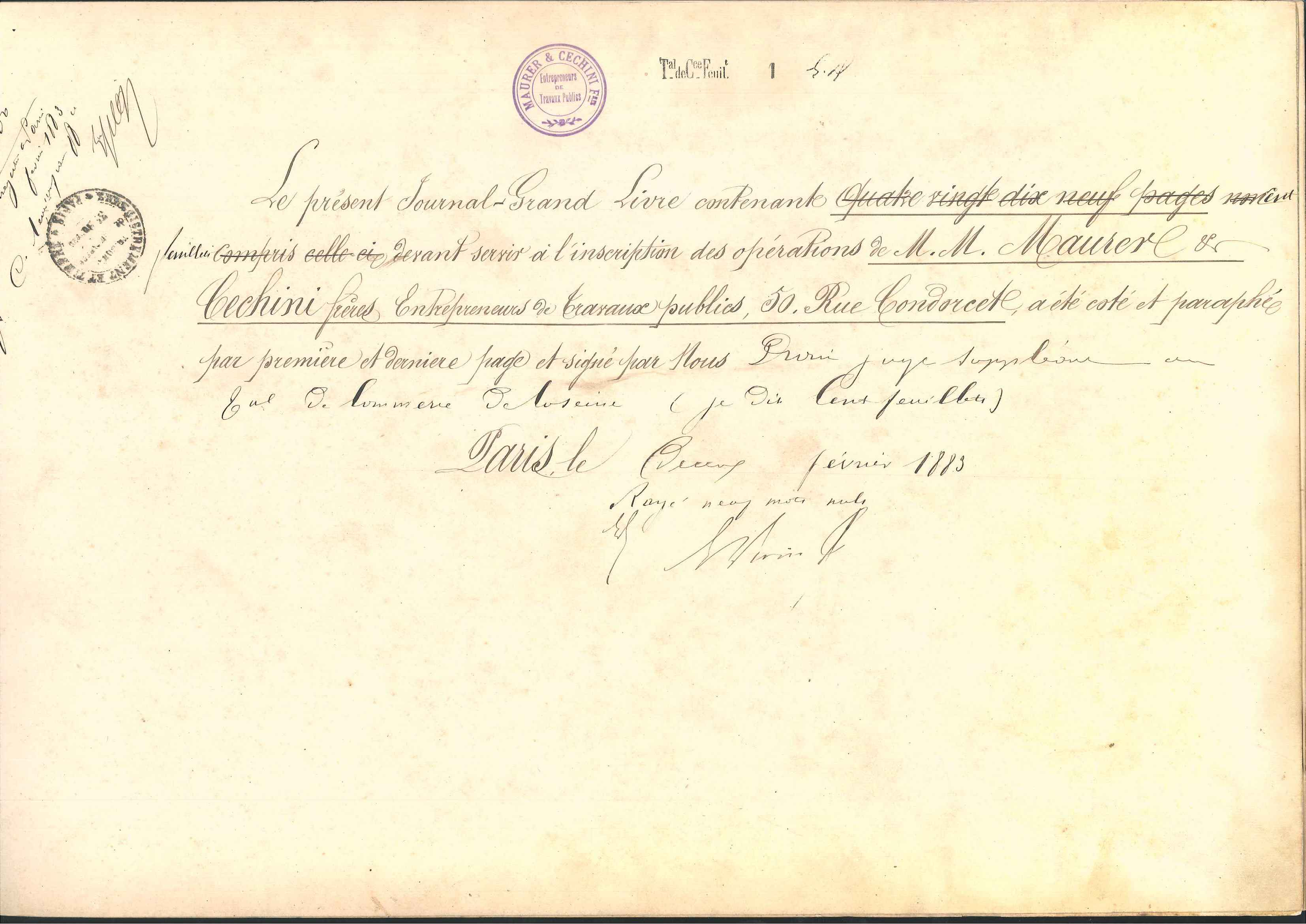
Maurer & Cecchini Fr. Grand Livre Paris 1883
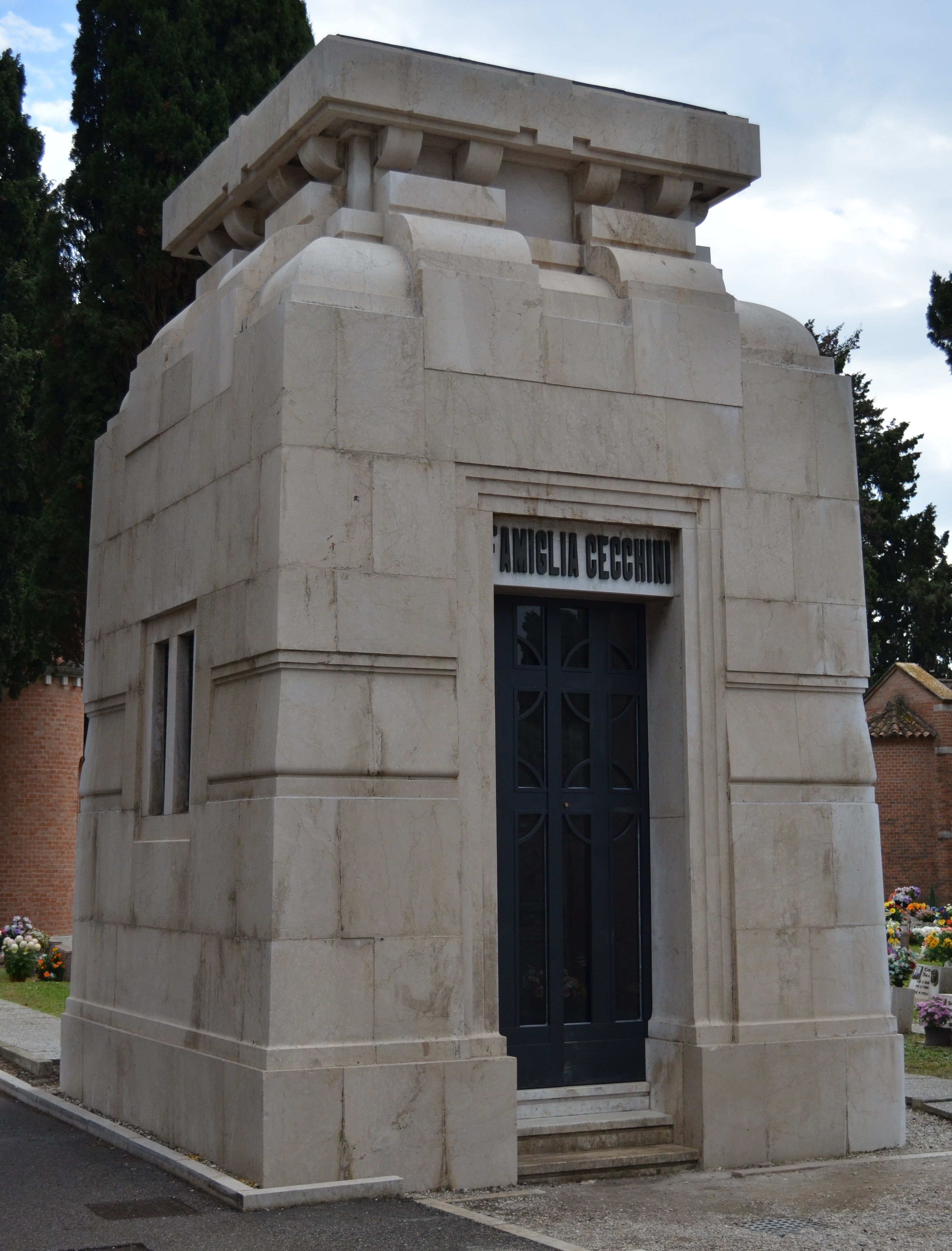
Cappella Monumentale famiglia Cecchini, cimitero di Mestre
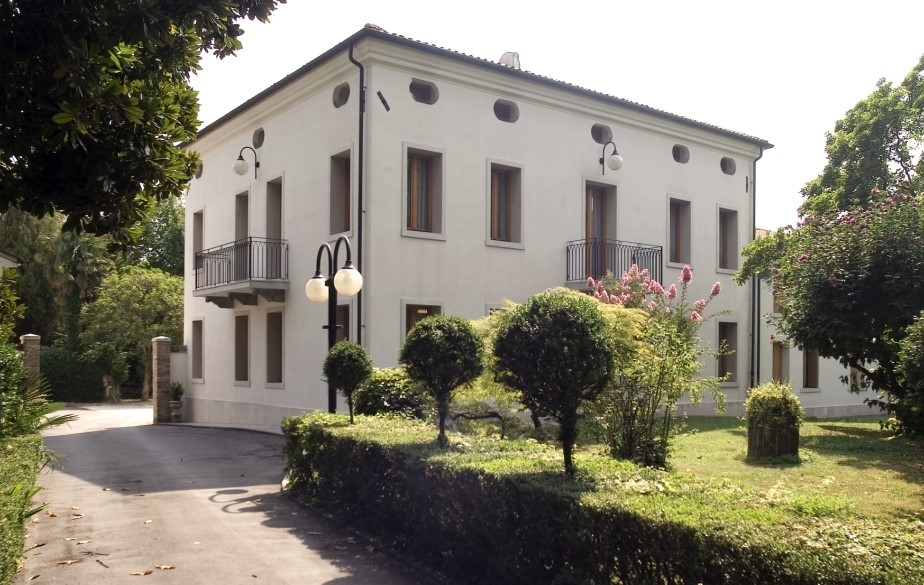
Ingresso a villa Cecchini Morosini da via Miranese
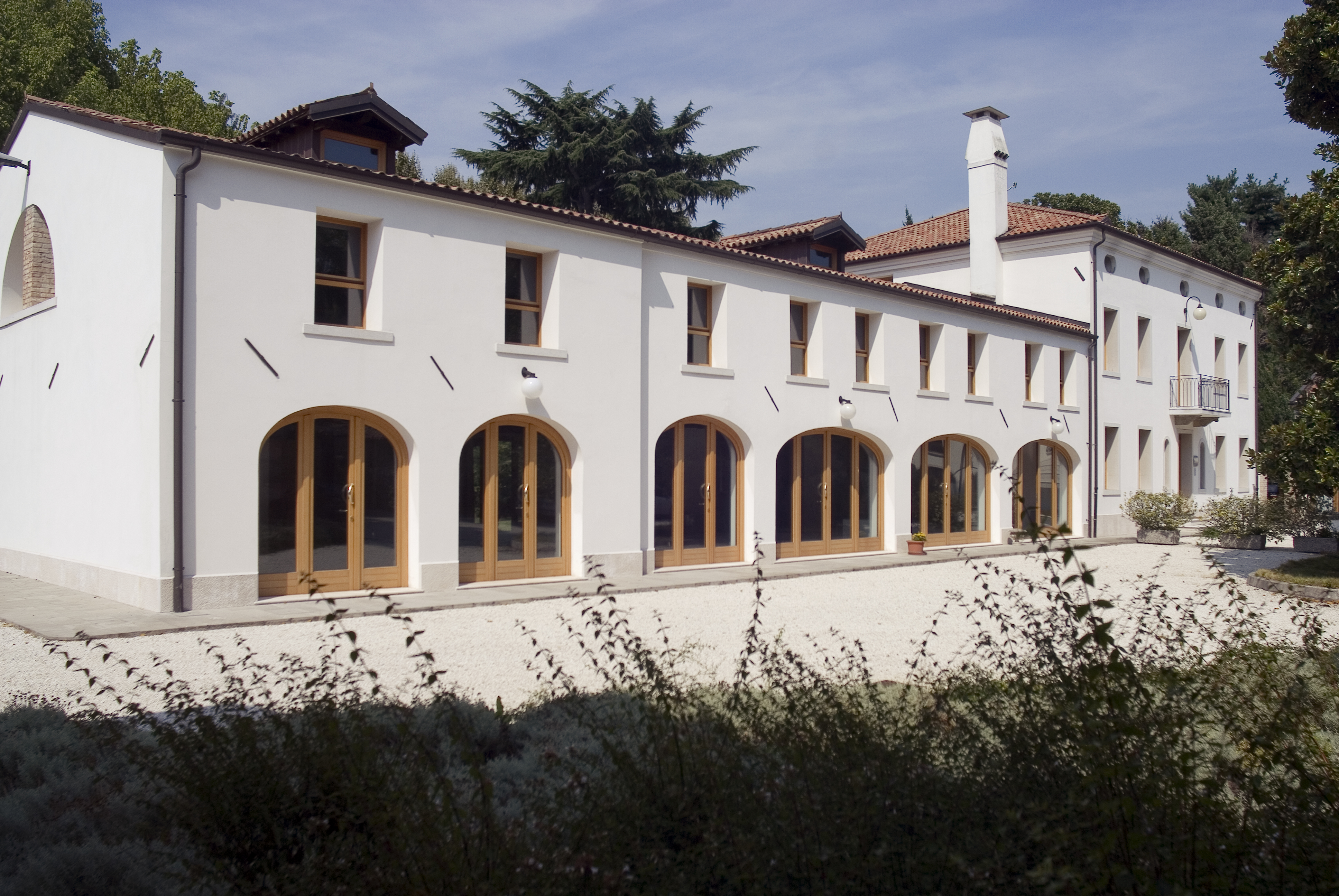
Prospetto sud di villa Cecchini Morosini
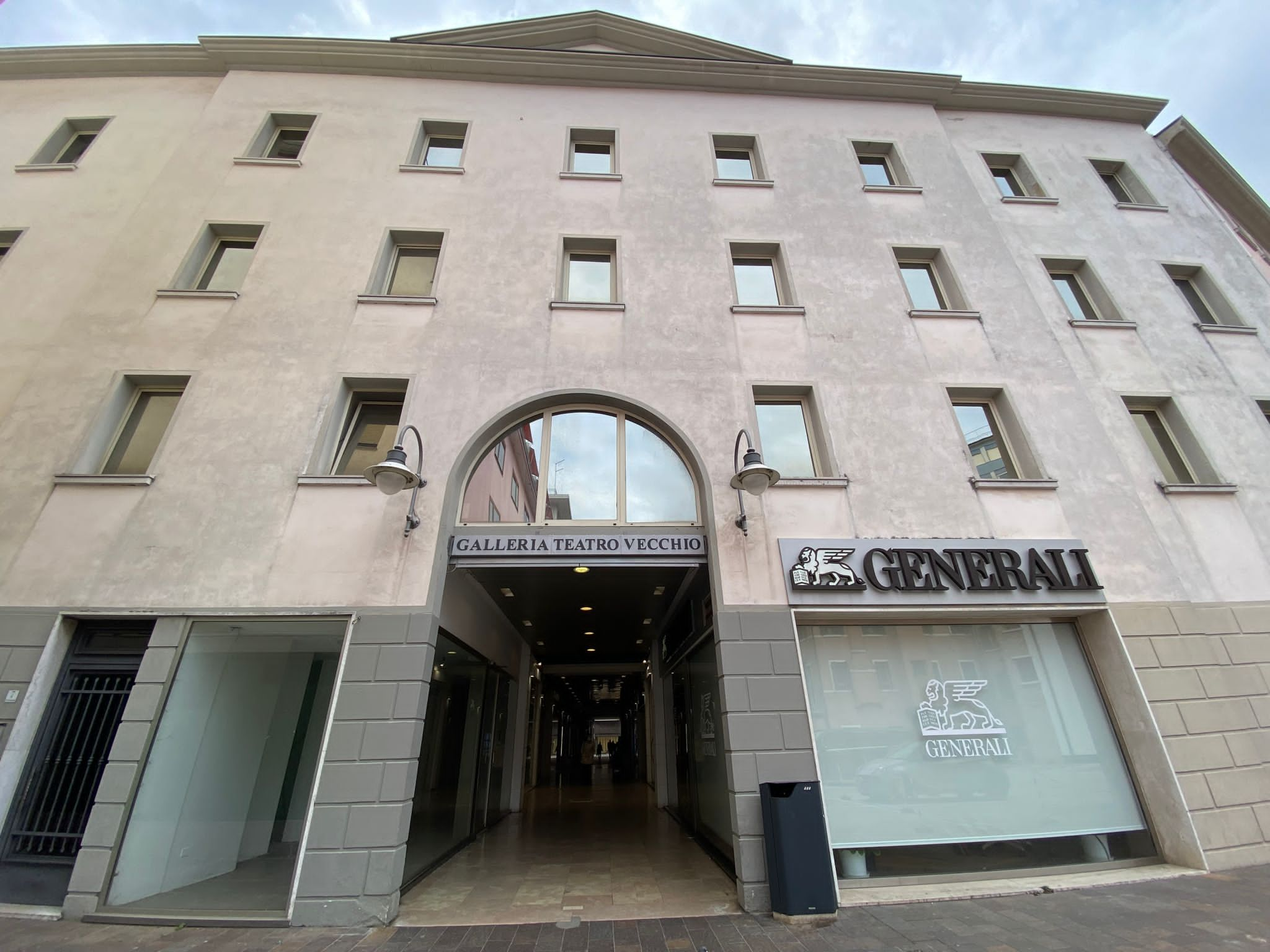
Galleria Teatro Vecchio
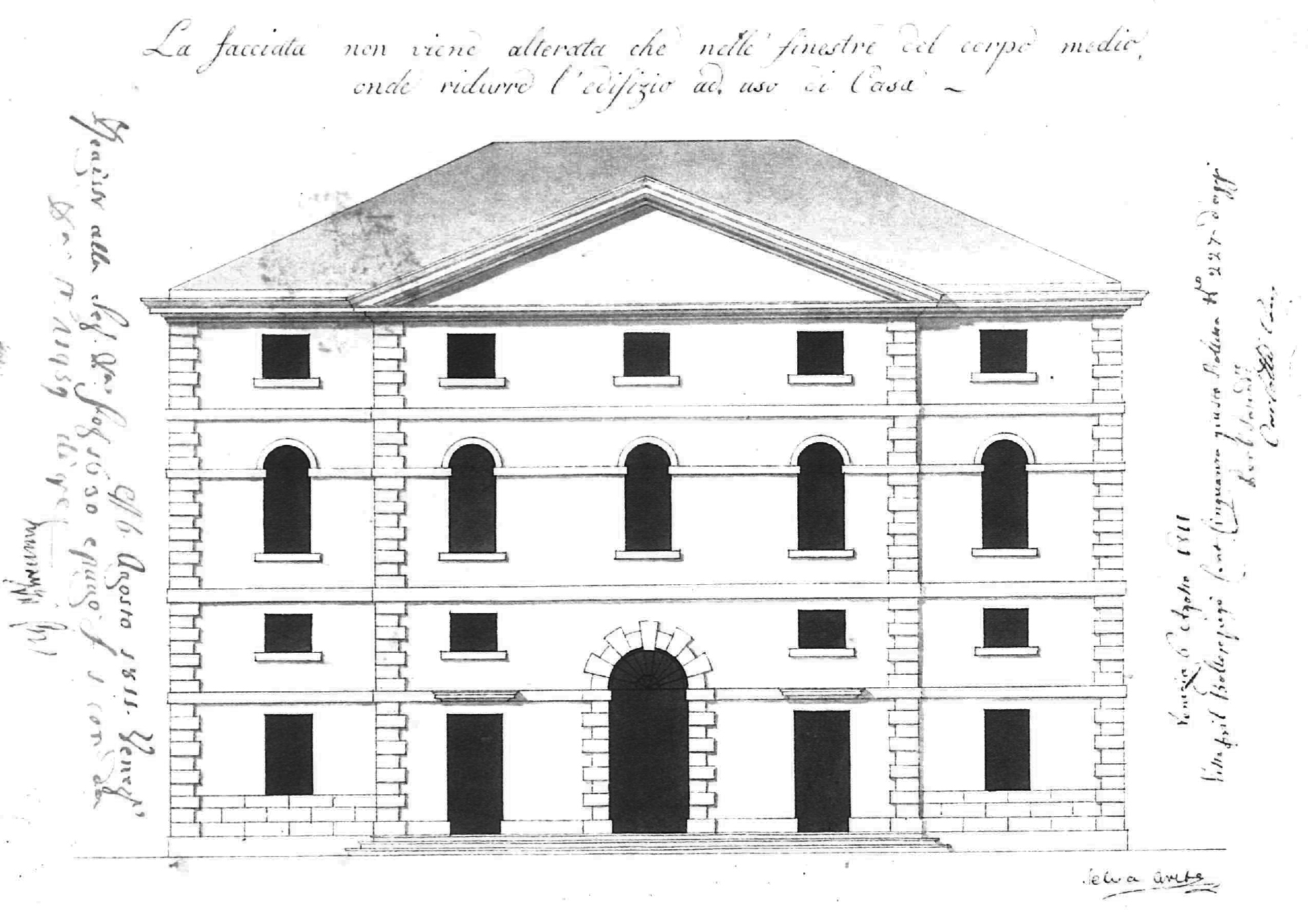
Giannantonio Selva, Teatro Balbi, facciata 1811
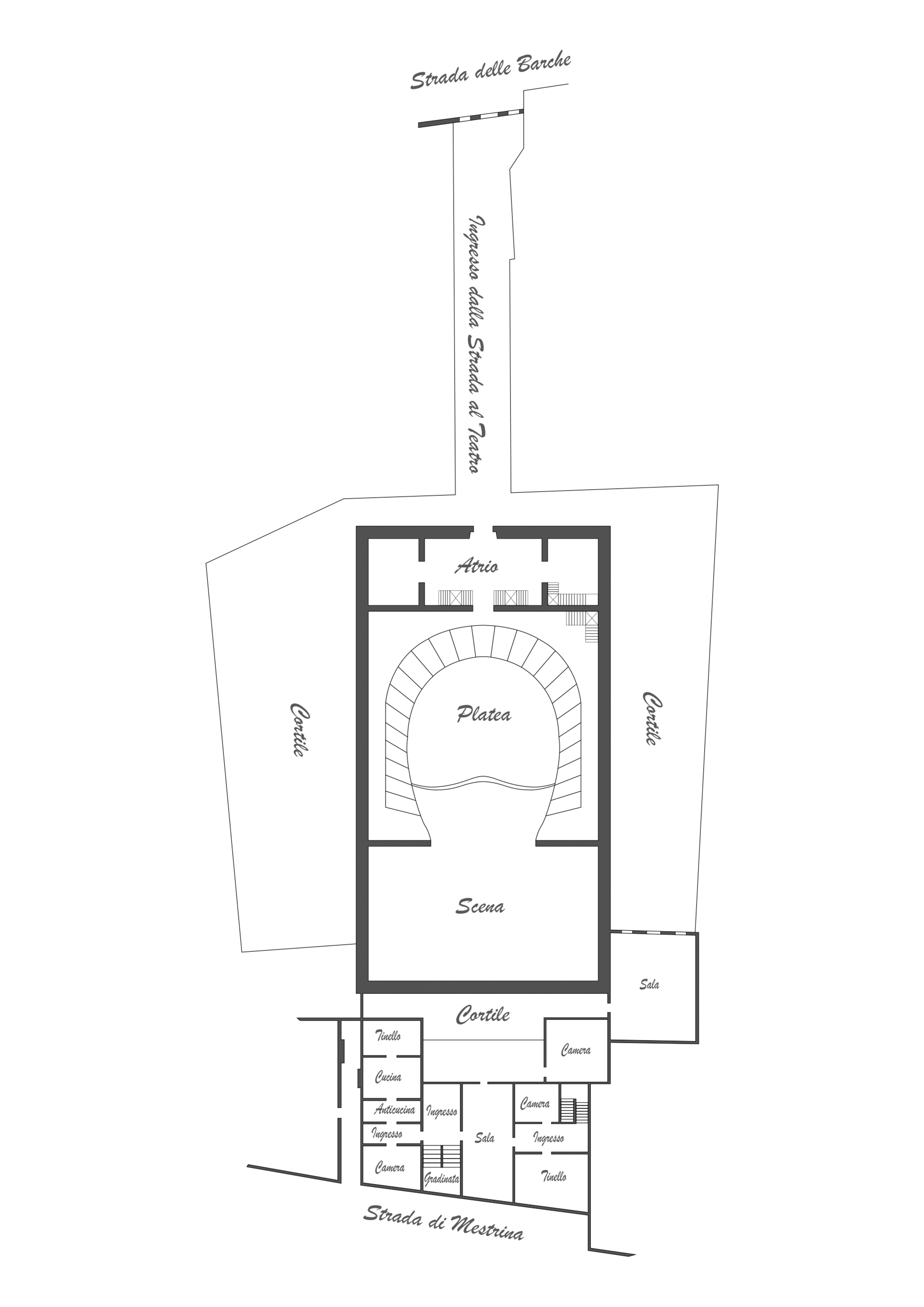
Planimetria del Teatro Balbi, aperto nel 1778 dai fratelli Filippo e Alvise Balbi.